# 도로시 올슨
도로시 엘레노어 올슨(결혼 전 성: 코허, 1916년 7월 10일~2019년 7월 23일)은 제2차 세계 대전에서 활약한 미국 육군 항공대 여성 조종사대(Women Airforce Service Pilots, WASPs) 소속 미국인 조종사이다. 오리건주 우드번의 농가에서 태어나 어릴 때부터 비행기 조종사에 관심을 보였다. 여성 조종사가 드물던 1939년에 개인 비행 면허를 취득했다.
1943년 결성된 WASPs에 합류한 후 텍사스에서 훈련을 받고, 캘리포니아 롱비치의 제6수송단에 편성돼 새로 건조된 행공기를 미국 공군 기지로 수송하는 일을 맡았다. 올슨은 P-51 머스탱과 P-38 라이트닝 등 고성능 전투기를 포함한 20여 종 이상의 군용기를 조종했으며, 폭격기 같은 대형 군용기보다 소형 전투기를, 특히 P-51을 선호했다.
전쟁이 끝난 후 올슨은 비행기에서 은퇴하고 워싱턴 주로 이주하여 결혼하고 가족을 부양하며 여생을 살았다. 2009년에 그녀는 전쟁 중 자신의 공로를 기리기 위해 의회 금메달을 받았다. 올슨은 2019년 103세의 나이로 사망했다.
종전 후, 올슨은 워싱턴으로 이주해 가정을 꾸리고 정착했다. 2009년 의회 명예 황금 훈장이 수여됐으며, 2019년 103세의 나이로 세상을 떠났다.

## 어린 시절
도로시 엘레노어 올슨은 1916년 7월 19일 오레곤주 포틀랜드 근방인 우드번에서 랄프 코허와 프랜시스 코허의 자녀로 태어나 가족이 경영하는 작은 농장에서 자랐다. 만프레트 폰 리히트호펜의 일대기를 다룬 플로이드 기번스의 《독일의 붉은 기사》를 읽은 여덟 살에 비행기 조종사가 되기로 결심했다. 올슨은 주 박람회에서 처음으로 복엽기에 타보고 비행 교습을 받기 시작했으며, 비행기 조종에 올슨은 그건 저축한 돈을 모두 썼다고 한다. 올슨은 2011년 치누크 옵저버에서 자신의 어린시절을 다음과 같이 회고했다.
고향집 지붕에 올라 건초더미로 뛰어내리며 놀던 어린시절에도, WASP 조종사로서 2차 대전 동안 야간 임무를 수행하며 텍사스 하늘을 밤새 비행할 때도, 나는 그저 하늘을 나는 것이 좋았다.

고등학교를 졸업한 후 올슨은 잠시 댄스 강사로 일하다가 1939년 개인 비행 면허를 취득했다. 이때 40 마력 (30 kW) 테일러크래프트로 실기 시험을 치렀다. 당시 포틀랜드에는 비행 면허를 보유한 여성이 단 세 명이었고 올슨은 그 중 한 명이었다. 올슨은 우드번 비행 클럽 회원 20명 중 유일한 여성이었으며 포틀랜드와 댈러스의 민간 항공 초계부대의 일원으로 활동했다.

## WASPs

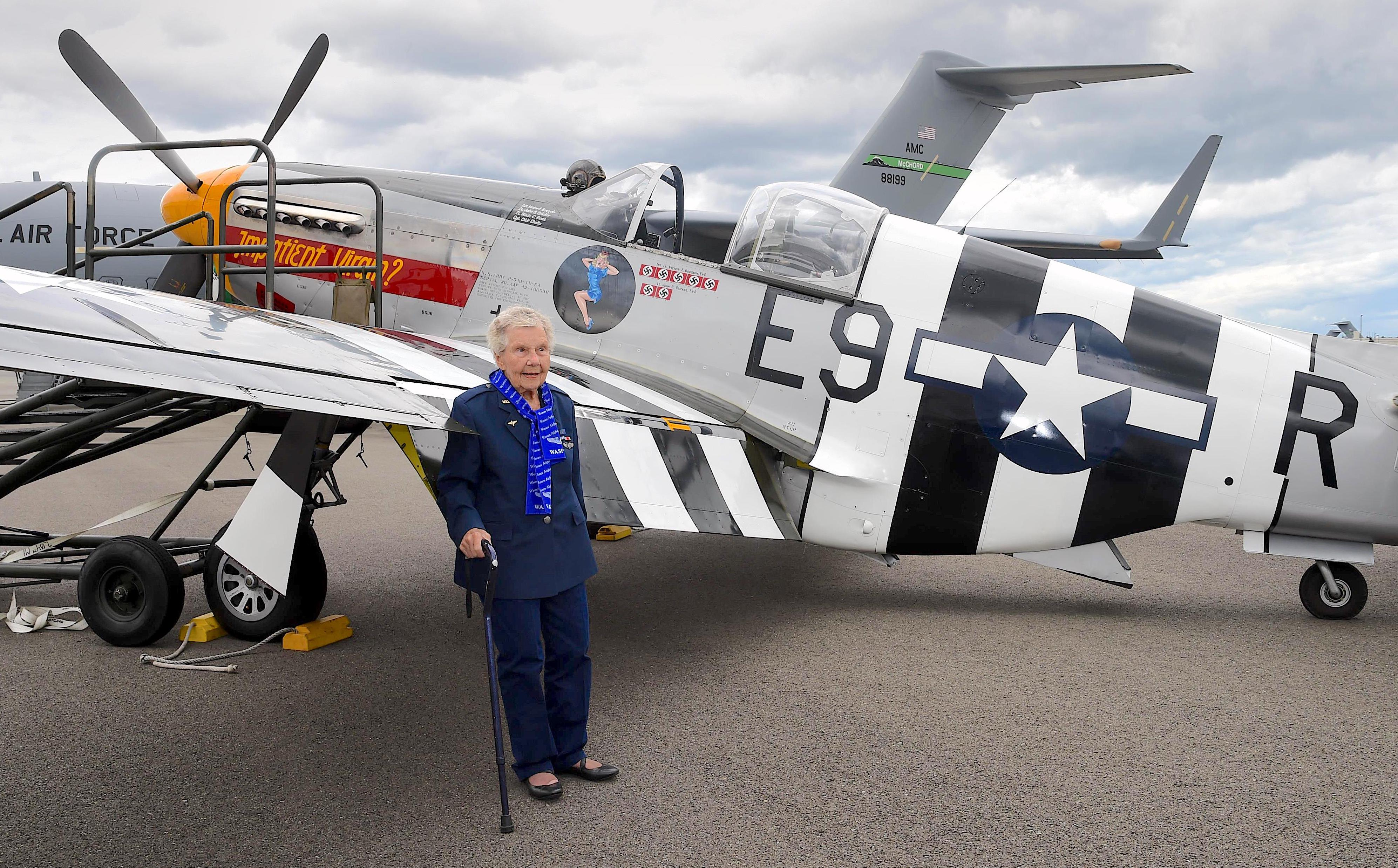
2016년 에어쇼에서 P-51 앞에 있는 올슨.

1942년 9월, 낸시 하크니스 러브가 이끄는 여성수송보조중대가 창설됐다. 이 중대는 별도 훈련 없이 군용기 수송 임무에 바로 투입할 수 있는 인력을 구하려 민간 비행 면허를 보유한 여성 조종사 중 비행시간이 1,100시간이 넘는 조종사를 모집했다. 같은 달 여성 비행훈련 파견대가 재클린 코크런에 의해 창설돼 저경력 여성조종사들에게 군용기 수송에 필요한 훈련과정을 제공했다. 이 과정은 육군항공훈련사령부 사관생도 교육과정에 준하는 과정이었다.
1943년 여름 두 부대는 여성 조종사대(WASP)로 합병됐다. WASP는 비전투임무를 수행하는 공무원으로서 비행 교육, 글라이더 견인, 포격 훈련 표적 지원, 정비한 기체의 시험 비행, 군용기 수송 등의 일을 맡았다. : xv
1943년 WASP에 들어온 올슨은 신장 152센티미터였으며, 체구가 작아 최저 체중인 45킬로그램에 맞추기 위해 맥아유와 바나나를 먹는 등 체중을 늘리기 위한 식이요법을 했다.지원자 2만 5천 명 중 1천 9백 명이 선발됐고, 이 중 1천 74명이 교육과정을 마쳤다. 올슨은 43-4반 소속 152명 중 한 명으로 교육과정을 수료했다. 43-4반 교육생 절반은 휴스턴 시립공항(현 윌리엄 P. 호비 공항, 1967년 개칭됐다)에 주둔하고, 나머지 절반은 텍사스 주 스위트워터에 위치한 어벤저 필드에 주둔했다. 올슨은 같은 해 2월 휴스턴 시립공항에서 훈련을 받기 시작했다. :99 훈련에 필요한 여비, 숙박비, 유니폼 구입비 등의 비용은 훈련생이 사비로 해결해야 했다. 훈련은 페어차일드 PT-19로 시작하여 벌티 BT-13, 노스아메리칸 AT-6, 쌍발 엔진인 비치크래프트 AT-11 등 여러 기체로 진행됐다.

올슨은 훈련 과정을 싫어했지만 중퇴하는 것이 창피해 견뎠다고 한다. 2010년 한 인터뷰에서 올슨은 북적이던 기숙사와 들끓는 벌레, 악천후를 언급하며 당시 훈련 환경이 "상당히 후진적이었다"고 밝혔다. 훈련 중 약혼자가 척수막염으로 사망해 장례에 참석하느라 훈련을 쉬기도 하고, 돌아오는 길에 감기가 걸린 상태로 곡예 비행을 포함한 실기 시험을 치렀지만 이를 통과하여 훈련을 계속 받을 수 있었다. 올슨은 뒤처진 진도를 따라잡느라 고생했다고 한다. 1943년 8월 7일 올슨은 훈련을 마치고 캘리포니아주 롱비치의 제6수송단에 배치됐다. 이때의 경험을 올슨은 다음과 같이 회상했다.
운이 좋았다. 롱비치는 전투기 조종에 있어 아주 중요한 기지였다. 중도에 포기했다면 롱비치에 배치되지 못했을 것이고, 못 갔다면 정말 가슴이 아팠을 것이다.

올슨은 제2차 세계대전 중 여성이 조종사로 활약할 기회를 준 재클린 코크런에게 감사를 표했다. 올슨은 새로 생산된 비행기를 30분 이내로 미 육군 항공대 기지에 수송하는 임무를 61회 수행했다. 올슨은 야간 비행 임무를 수행할 자격이 있는 여성 조종사 12명 중 하나이기도 했다 올슨은 주로 P-38이나 P-51를 롱비치에서 뉴저지주 뉴어크로 수송한 후, 군용 수송기로 뉴욕주 나이아가라폴스로 이동해 벌티 BT-13을 싣고 몬태나 주 그레이트 폴스로 운송한 후 롱비치로 복귀하는 임무를 수행했다. 수송한 전투기들은 모두 단좌석 전투기였으며, 쌍qkf 엔진인 P-38과 단발 엔진인 P-51과 P-63이 포함됐다.
올슨은 임무 사이사이에 댄스 데이트를 즐길 수 있도록 수송 비행에 나설 때면 멋진 신발 한 켤레를 챙겼다. WASP의 다른 조종사들과 마찬가지로 올슨도 수송한 기체의 콕피트에 자기 이름과 주소를 남겨 이후 탑승하는 전투기 조종사가 볼 수 있도록 하기도 했다. 이를 본 조종사 둘이 올슨이 남긴 주소에 연락을 했고, 이 중 하나인 소위 신분의 조종사는 "여성이 한번 조종했는데도 비행기가 완벽하게 작동하며 결함이 하나도 없다는 사실을 알려드리기 위해 편지를 써야겠다고 생각습니다"라고 적힌 편지를 보냈다고 한다. 당시 WASP의 조종사는 군인으로 간주되지 않았고, 올슨은 제6수송단 연감에 민간인 조종사로 분류되어 기록됐다. 1944년 WASP가 해산돼 소속 비행사들이 집으로 돌아갈 때 귀가를 위한 여비는 지급되지 않았다. 이후 1977년 제대군인 원호법 개정법을 통해 WASP의 조종사들도 참전용사의 지위를 인정받았다.
올슨에 따르면, 그는 WASP로 활동하던 중 20종 이상의 육군 및 해군 항공기를 조종했다. 특히 올슨은 P-51을 좋아했다. 시애틀 항공 박물관의 역사가인 데비 제닝스에 따르면 올슨은 폭격기 조종을 좋아하지 않았으며, "혼자서 마음대로 조종할 수 있는" 단좌석 전투기를 선호했다. 제닝스는 또한 올슨이 초저공비행으로 트랙터에 탄 농부들을 놀래키는 걸 즐기고 철도역에서도 같은 행동을 한 일화를 소개했다. 이 행동으로 올슨은 상상급자에게 질책을 받았다. 올슨의 아들은 "어머니는 폭력기 조종이 버스를 모는 것 같다고 하셨다"라고 전했다. 올슨의 딸에 의하면, 올슨은 P-38을 '누구나 조종할 수 있는 비행기'라는 뜻으로 "할머니들 타는 비행기"라고 부르곤 했으며, 조종사라면 P-51 조종을 해야 한다고 했다.

## 전후

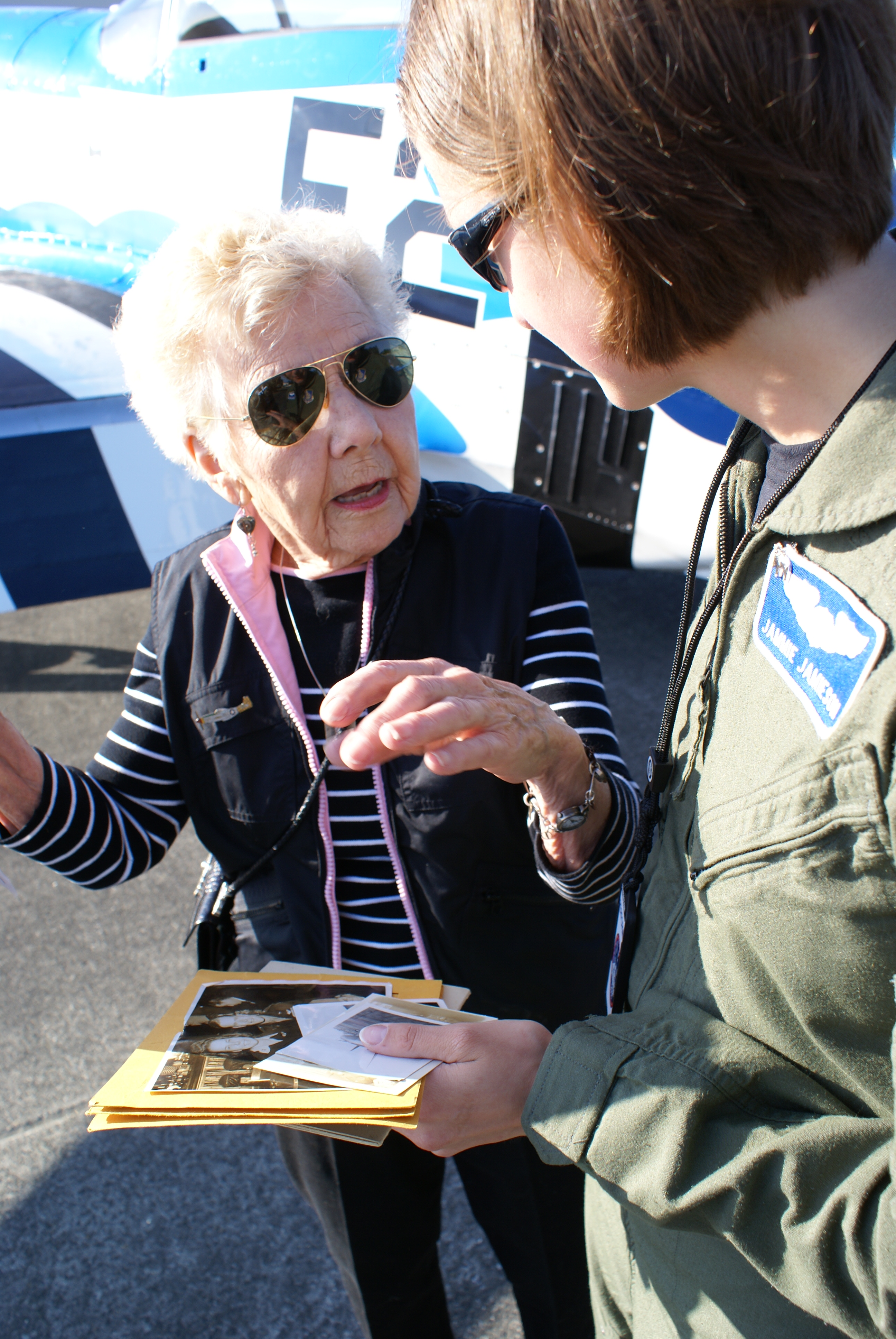
2008년 맥코드 공군기지에서 F-22 조종사인 제이미 제이미슨 대위를 만난 도로시 올슨. (미 공군 제공 사진)

종전 후 도로시 코허는 워싱턴 주 경찰이었던 해럴드 W. 올슨과 결혼해 워싱턴 주 유니버시티 플레이스로 이사했다. 둘 사이에서 딸인 줄리 스트렌버그와 아들인 킴 올슨이 태어났다. 자녀들이 장성한 후 올슨은 골동품 가게를 열었다. 치과 수술로 중 신경 손상을 입은 올슨 은 수년 간 청각 장애를 겪다가 80세에 인공 와우 수술을 받고 청력을 되찾았다.
전쟁 후 올슨은 민간 항공기를 조종하지 않았고, 자녀를 낳은 후에는 한번도 조종석에 오르지 않았다. 이에 대해 올슨은 "P-51을 조종하던 사람이 세스나 비행기를 몰고 싶겠냐며" 이유를 밝혔다고 한다. 2009년 올슨은 다른 WASP 조종사들과 함께 그의 공로를 기념하는 의회 명예훈장을 받았다. 2015년 보잉 필드에서는 올슨의 99번째 생일을 기념하는 빈티지 전투기 기념비행이 있었다. 이듬해 루이스-맥코드 합동기지에서 그의 100번째 생일을 축하하는 자리에는 동료 조종사인 알타 토마스, 베티 다이브로, 메리 진 스터디반트가 함께 했다.
2006년 남편인 해럴드가 세상을 떠났고, 올슨은 2019년 7월 23일 워싱턴 주 유니버시티 플레이스에 있는 자택에서 103세의 나이로 숨을 거두었다. 올슨은 생존 중인 WASP 조종사 38명 중 한 명이었으며, 장례식은 군장(軍葬)으로 치러졌다.

### 내용주
1. ↑  One source says July,[7] another says August.[8]
2. ↑  Sources differ on the exact number, reporting either 1,830[8] or 1,879.[1]

### 참조주
1. 1 2 3 4 5 6 7 8 9  Roberts, Sam (2019년 8월 9일). “Dorothy Olsen, a Pioneering Pilot in World War II, Dies at 103”. 《The New York Times》 (미국 영어). ISSN 0362-4331. 2019년 8월 10일에 원본 문서에서 보존된 문서. 2019년 8월 10일에 확인함.
2. 1 2 3 4 5 6 7 8 9  Langer, Emily (2019년 8월 5일). “Dorothy Olsen, Daring Aviatrix with the WASPs During World War II, Dies at 103”. 《The Washington Post》. ISSN 2641-9599. 2019년 8월 7일에 원본 문서에서 보존된 문서. 2019년 8월 7일에 확인함.
3. ↑  Bartley, Nancy (2010년 1월 22일). “Pioneering Women Pilots of WWII Get a Belated Honor”. 《The Seattle Times》. ISSN 2642-7192.
4. 1 2 3 4  Heimbigner, Kevin (2011년 5월 2일). “Congressional Medal Winner Still Flying High at 94”. 《Chinook Observer》. ISSN 0739-9200. 2019년 8월 7일에 원본 문서에서 보존된 문서. 2019년 8월 7일에 확인함.
5. 1 2 3 4  . (인터뷰). Bristol Productions. |제목=이(가) 없거나 비었음 (도움말)
6. ↑  “Serving Uncle Sam”. 《The Capital Journal》 (Salem, Oregon). 1944년 9월 16일. 3면. 2024년 1월 22일에 원본 문서에서 보존된 문서. 2019년 8월 8일에 확인함 – Newspapers.com 경유.
7. 1 2 3  Collins, Shannon (2016년 3월 2일). “WASPs Were Pioneers for Female Pilots of Today, Tomorrow”. 《U.S. Department of Defense》 (미국 영어). 2024년 3월 4일에 확인함.
8. 1 2 3 4  “Flying for Freedom: The Story of the Women Air Force Service Pilots” (PDF). 《National Museum of the United States Air Force》. 2010년 12월 26일에 원본 문서 (PDF)에서 보존된 문서. 2024년 3월 5일에 확인함.
9. 1 2 3 4 5  Rickman, Sarah Byrn (2016). 《WASP of the Ferry Command: Women Pilots, Uncommon Deeds》 (영어). University of North Texas Press. xv,99,102–103쪽. ISBN 9781574416374. 2024년 1월 22일에 원본 문서에서 보존된 문서. 2019년 8월 7일에 확인함.
10. ↑  McGuire, Daniel J. “William P. Hobby Airport”. 《East Texas History》 (미국 영어). 2024년 1월 26일에 확인함.
11. 1 2  《Sixth Ferrying Group Yearbook Long Beach》. Army Navy Publishing Company, Baton Rouge, Louisiana. 1944. 75쪽.
12. ↑  Bishop, Chris (2002). 《The Encyclopedia of Weapons of World War II》 (영어). Sterling Publishing Company, Inc. 279쪽. ISBN 978-1-58663-762-0.
13. ↑  《Flight Handbook: USAF Series F-51D Aircraft》. North American Aviation. 1954년 1월 20일. 1쪽.
14. ↑  “Bell P-63 Kingcobra”. 《National Museum of the United States Air Force》. 2024년 1월 30일에 확인함.
15. 1 2 3 4 5 6 7 8  Bonnet, Siandhara (2019년 7월 30일). “University Place Woman Who Was a Daredevil Flier with WASPs During WWII Dies at 103”. 《The News Tribune》 (Tacoma, Washington). ISSN 1073-5860. 2021년 6월 14일에 원본 문서에서 보존된 문서. 2019년 8월 7일에 확인함.
16. ↑  “GI Bill Improvement Act Of 1977: Title IV – Women's Air Forces Service Pilots”. 《Social Security Administration》. 1977년 11월 23일. 2019년 8월 9일에 원본 문서에서 보존된 문서. 2019년 8월 9일에 확인함.
17. ↑  Wilson, Maggie (2016년 7월 10일). “Former Fighter Pilot, Dorothy Olsen, Honored in Washington on 100th Birthday”. 《KIRO-TV》. 2019년 8월 7일에 원본 문서에서 보존된 문서. 2024년 1월 21일에 확인함.
18. ↑  Grivas, Erica Browne (2022년 9월 28일). “This 100-year-old Pioneer is WA's Last Surviving Female WWII-era Pilot”. 《Seattle Times》. ISSN 2642-7192. 2022년 11월 29일에 원본 문서에서 보존된 문서. 2024년 1월 21일에 확인함.
19. ↑  《Congressional Record of the 111th congress, first session》 (영어). US Government Printing Office. 2009년 6월 16일. 15514쪽. 2024년 1월 22일에 원본 문서에서 보존된 문서. 2019년 8월 7일에 확인함.
20. ↑  Robinson, Kathryn (2015년 7월 12일). “WWII Fighter Plane Pilot Honored on Her 99th Birthday”. 《NBC News / Station KING》 (Seattle, Washington). 2019년 8월 19일에 원본 문서에서 보존된 문서. 2019년 8월 15일에 확인함.
21. ↑  Shipley, Staff Sgt Naomi (2016년 7월 12일). “Women Airforce Service Pilot Celebrates 100th Birthday at JBLM”. 《Team McChord》 (미국 영어). 2019년 8월 7일에 원본 문서에서 보존된 문서. 2019년 8월 7일에 확인함.